# Linaria spartea
El baleo montesino (Linaria spartea) es una herbácea de la familia de las escrofulariáceas.

## Descripción
Hierba anual. Tallos erectos de hasta 60 cm de altura, aunque generalmente no sobrepasan los 40 cm, glabros en la parte inferior y, a veces, glandular pubescentes en la inflorescencia. Hojas alternas, lineares o filiformes, de hasta 4 cm de longitud. Flores en racimos laxos al final de los tallos; cáliz de unos 4 mm, con los lóbulos oblongo-lanceolados; corola bilabiada, de color amarillo, de 15-30 mm de longitud, con un largo espolón recto o un poco curvado de 9-18 mm. Fruto en cápsula de unos 4 mm. Florece en primavera y verano.

## Distribución y hábitat
península ibérica. En prados de diente y matorrales aclarados. Crece, abundante, en terrenos generalmente arenosos en los claros de matorral, desde la primavera hasta bien entrado el otoño e incluso , si este no es muy seco o frío, hasta principios de invierno.

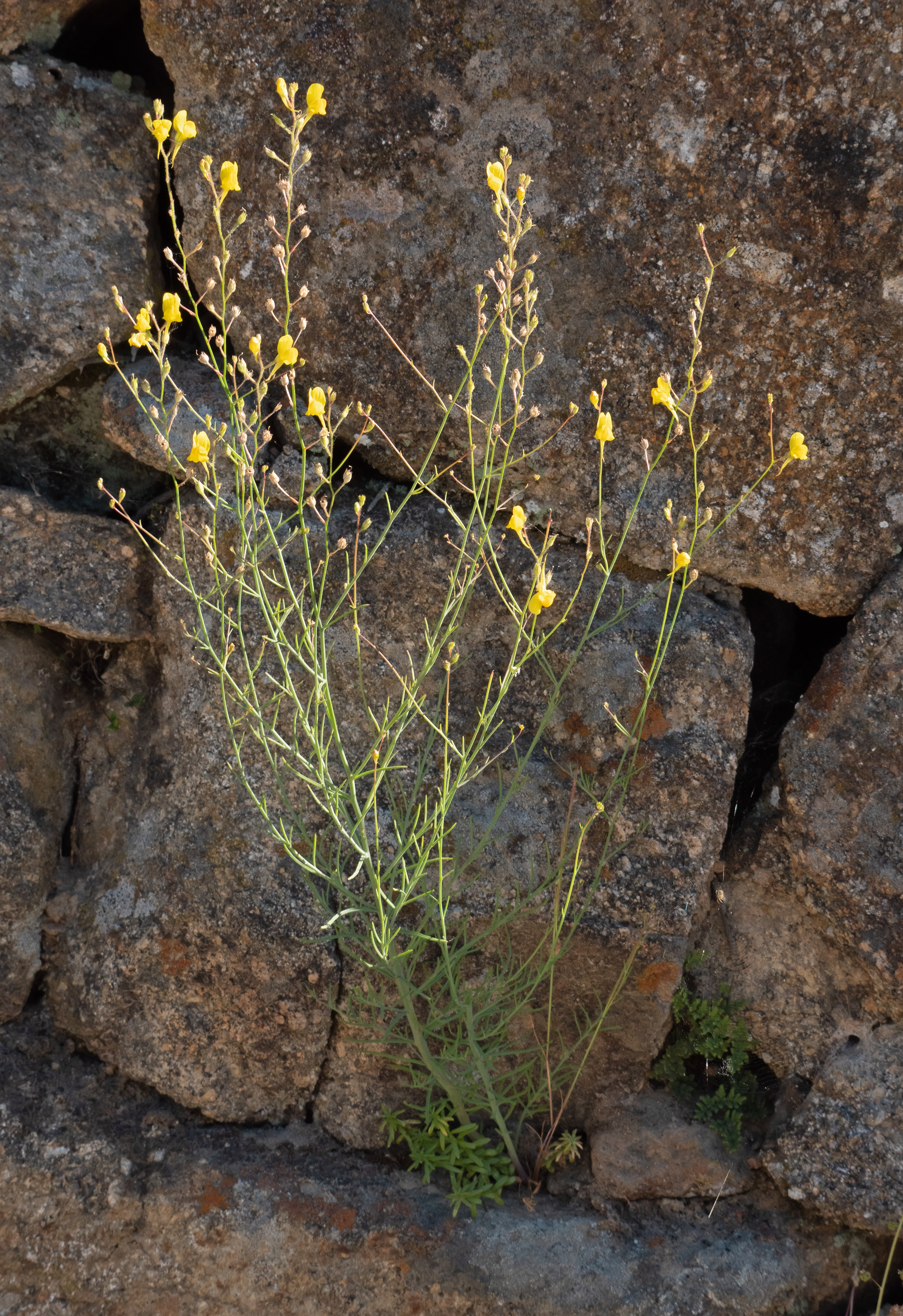
Porte y ramificación de Linaria spartea.